# St. Petri (Grüningen)

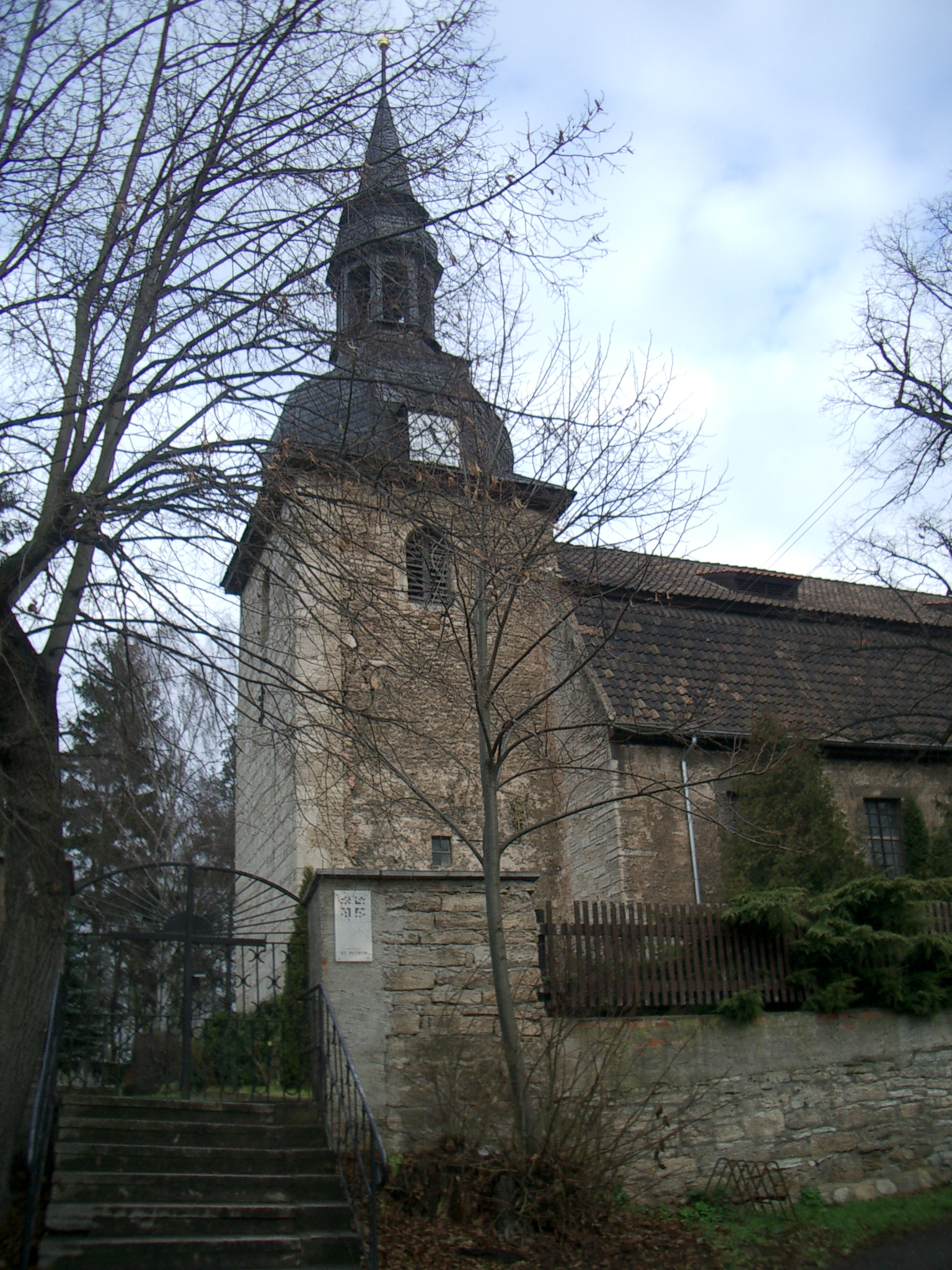
Grüningen (Greußen), St. Petri

Die evangelisch-lutherische Kirche St. Petri steht in der Straße Am Kirchberg von Grüningen, einem Ortsteil von Greußen im Kyffhäuserkreis in Thüringen. St. Petri gehört zur Kirchengemeinde Grüningen der Regionalgemeinde Straußfurt im Kirchenkreis Eisleben-Sömmerda der Evangelischen Kirche in Mitteldeutschland.

## Beschreibung
Die Saalkirche wurde 1823/24 errichtet. Das Kirchenschiff ist aus Bruchsteinen gebaut und mit einem Mansarddach bedeckt. Der quadratische eingezogene Kirchturm im Westen, ebenfalls aus Bruchsteinen, stammt von 1716. Er trägt eine Haube, die von einer Laterne bekrönt ist. An der Ostseite befindet sich das Grabmal für Caspar von Kutzleben. Neben der Kirchenausstattung aus der Bauzeit ist ein Marienbildnis eines ehemaligen geschnitzten Altars vorhanden, das um 1470/80 entstanden ist. In die Mauer der Kirche ist ein Medaillon mit einem kleinen Bild von Sophie eingelassen. Es trägt den Text: „Auf diesem Gottesacker ruht Sophie von Kühn, geb. 17. März 1782, gest. 19. März 1797 auf Schloss Grüningen. Sie war die Braut des Dichters Friedrich von Hardenberg.“
Die Orgel mit 21 Registern, verteilt auf 2 Manuale und Pedal, wurde 1828 von Johann Christoph Damm und Johann Heinrich Hartung gebaut.